# William W. Wick

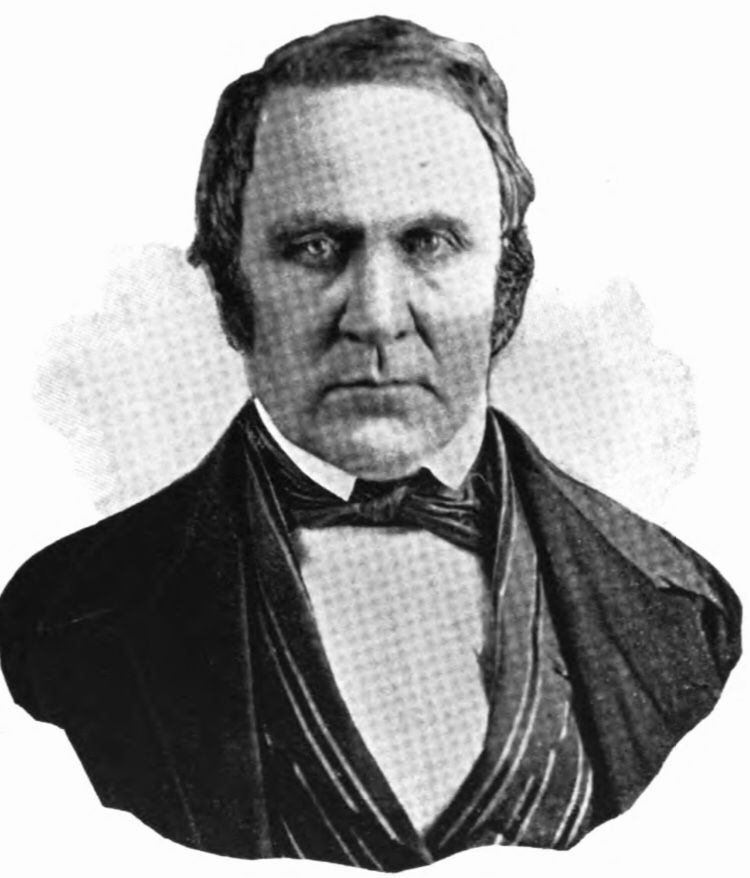
William W. Wick

William Watson Wick (* 23. Februar 1796 in Canonsburg, Pennsylvania; † 19. Mai 1868 in Franklin, Indiana) war ein US-amerikanischer Politiker. Zwischen 1839 und 1849 vertrat er zweimal den Bundesstaat Indiana im US-Repräsentantenhaus.

## Werdegang
Im Jahr 1800 kam William Wick mit seinen Eltern in das Gebiet, das damals Western Reserve genannt wurde und heute im nordöstlichen Teil des Staates Ohio liegt. Dort besuchte er die örtlichen Schulen. 1816 zog er nach Cincinnati, wo er für einige Zeit als Lehrer arbeitete. Anschließend studierte er Medizin und Jura. In der Folge entschied er sich für eine juristische Laufbahn. Nach seiner 1819 erfolgten Zulassung als Rechtsanwalt begann er im Jahr 1820 in Connersville in diesem Beruf zu arbeiten. In den Jahren 1820 und 1821 war er zunächst beim Repräsentantenhaus von Indiana und dann beim Staatssenat in der Verwaltung angestellt. Von 1822 bis 1825 war Wick Richter im fünften Gerichtsbezirk von Indiana. Danach war er zwischen 1825 und 1829 als Secretary of State der geschäftsführende Beamte der Staatsregierung. Von 1829 bis 1831 amtierte er als Staatsanwalt im fünften Gerichtsbezirk.
Politisch war Wick Mitglied der Demokratischen Partei. Bei den Kongresswahlen des Jahres 1838 wurde er im sechsten Wahlbezirk von Indiana in das US-Repräsentantenhaus in Washington, D.C. gewählt, wo er am 4. März 1839 die Nachfolge von William Herod antrat. Da er im Jahr 1840 nicht bestätigt wurde, konnte er bis zum 3. März 1841 nur eine Legislaturperiode im Kongress absolvieren. Danach arbeitete er als Anwalt in Indianapolis. Bei den Wahlen des Jahres 1844 wurde Wick im fünften Distrikt seines Staates als Nachfolger von William J. Brown erneut in den Kongress gewählt, wo er zwischen dem 4. März 1845 und dem 3. März 1849 zwei weitere Amtszeiten verbringen konnte. Diese waren von den Ereignissen des Mexikanisch-Amerikanischen Krieges geprägt. Wick war ein Rassist und setzte sich für die Erhaltung der Vorherrschaft der Weißen ein. Unter anderem erklärte er, er wolle „keine Rassenvermischung in der Union und keine anderen Männer als Weiße, außer wenn sie Sklaven sind“.
1848 verzichtete er auf eine weitere Kongresskandidatur. In den Jahren 1850 bis 1853 war er erneut Richter im fünften Bezirk von Indiana. Zwischen 1853 und 1857 leitete er die Postbehörde der Stadt Indianapolis. Außerdem war er Stabsoffizier (Adjutant general) der Staatsmiliz. Seit 1857 lebte William Wick in Franklin, wo er als Anwalt praktizierte. Dort ist er am 19. Mai 1868 auch verstorben.